# Wiki Loves Monuments
Wiki Loves Monuments(WLM, 위키 러브 모뉴먼트. 역: 위키 문화유산을 사랑하다)는 매년 9월에 열리는 국제 사진 공모전이다. 참가자는 역사적인 기념물과 지역의 문화 유산의 사진을 찍어 위키미디어 공용에 올린다. 목적은 행사에 참여하여 국가의 유산을 빛내는 것이다.
2010년에 처음으로 네덜란드에서 시작하였다. 기네스북에 따르면, 2011년 대회는 세계에서 가장 큰 사진 공모전 기록을 갱신했다고 한다. 2012년에는 대회 규모가 유럽을 벗어나, 모두 35개국이 참여했다.

## 역사

2020년 대회 참가국 지도

네덜란드의 첫 대회는 네덜란드의 국가 지정 문화 유산 사진을 찍는 것을 장려하기 위해 시작되었다. 첫 대회에는 12,500 장이 넘는 사진이 출품되었다.
성공적인 행사의 진행은 다른 유럽 나라들의 관심을 불러, 2011년 대회에는 18개 나라가 참가하여, 약 170,000 장의 사진을 얻을 수 있었다. 기네스북은 2012년의 WLM 대회를 위키미디어 공용에 168,208 장의 사진이 올라온, 세계에서 가장 큰 사진 공모전으로 인증하였다.
2012년에는 대회에 35개국이 참가, 36.3만여 장의 사진이 출품되었다.
2013년 대회는 남극을 포함한 6개 전 대륙이 참가하였다. 52개국에서 37만여 장의 사진이 출품되었다.
2014년 대회는 41개국에서 30.8만여 장의 사진이 출품되었다.
2015년 대회는 30개국에서 23만여 장의 사진이 출품되었다.
2016년 대회는 대한민국을 포함한 39개국 이상에서 참가를 신청하여 행사가 진행되었다.

## 설명
WLM 대회는 매년 9월 1일부터 30일까지 열리는 사진 공모전이다. 참가자는 자신의 사진을 위키미디어 공용에 올린다. 사진은 어느 때 찍은 것이어도 관계 없으며, 위키미디어 공용에 새로 올라온 것으로, CC-BY-SA 3.0 또는 이와 호환되는 자유 라이선스로 공개되어야 한다.
공모전에 참여하려면, 국가 기관이 정한 기념물이나 문화재 사진이어야 한다. 사진은 문화재 이름과 그 위치 좌표, 등재 번호 등의 정보를 포함해야 한다. 참가의 편의를 위해 위키미디어 재단은 안드로이드용 스마트폰 앱을 개발했고, MairDumont은 아이폰용 앱을 개발해서 배포했다.

## 최우수상

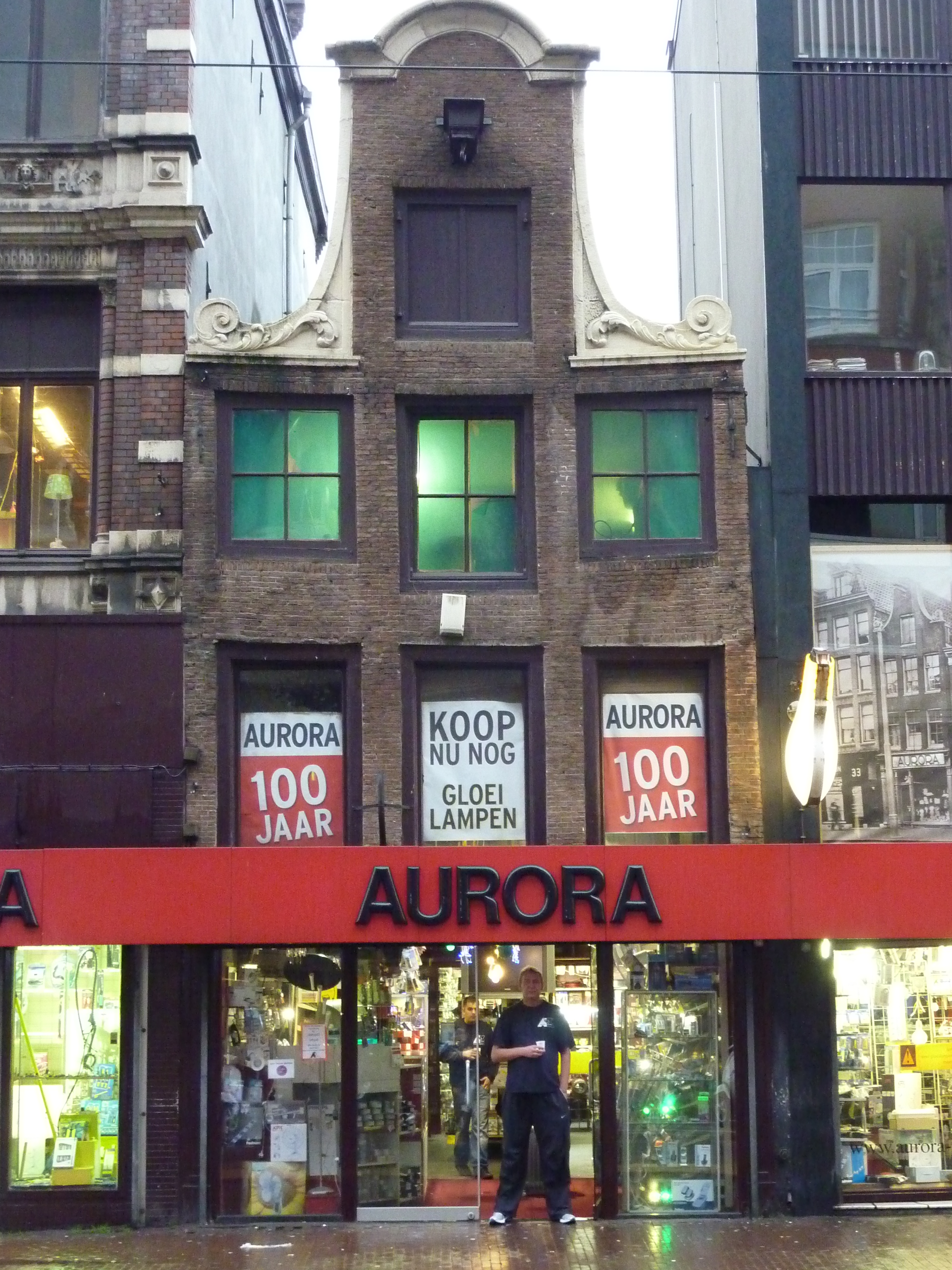
2010년 최우수상: 페이젤 거리 33번지(Vijzelstraat 31, 네덜란드)
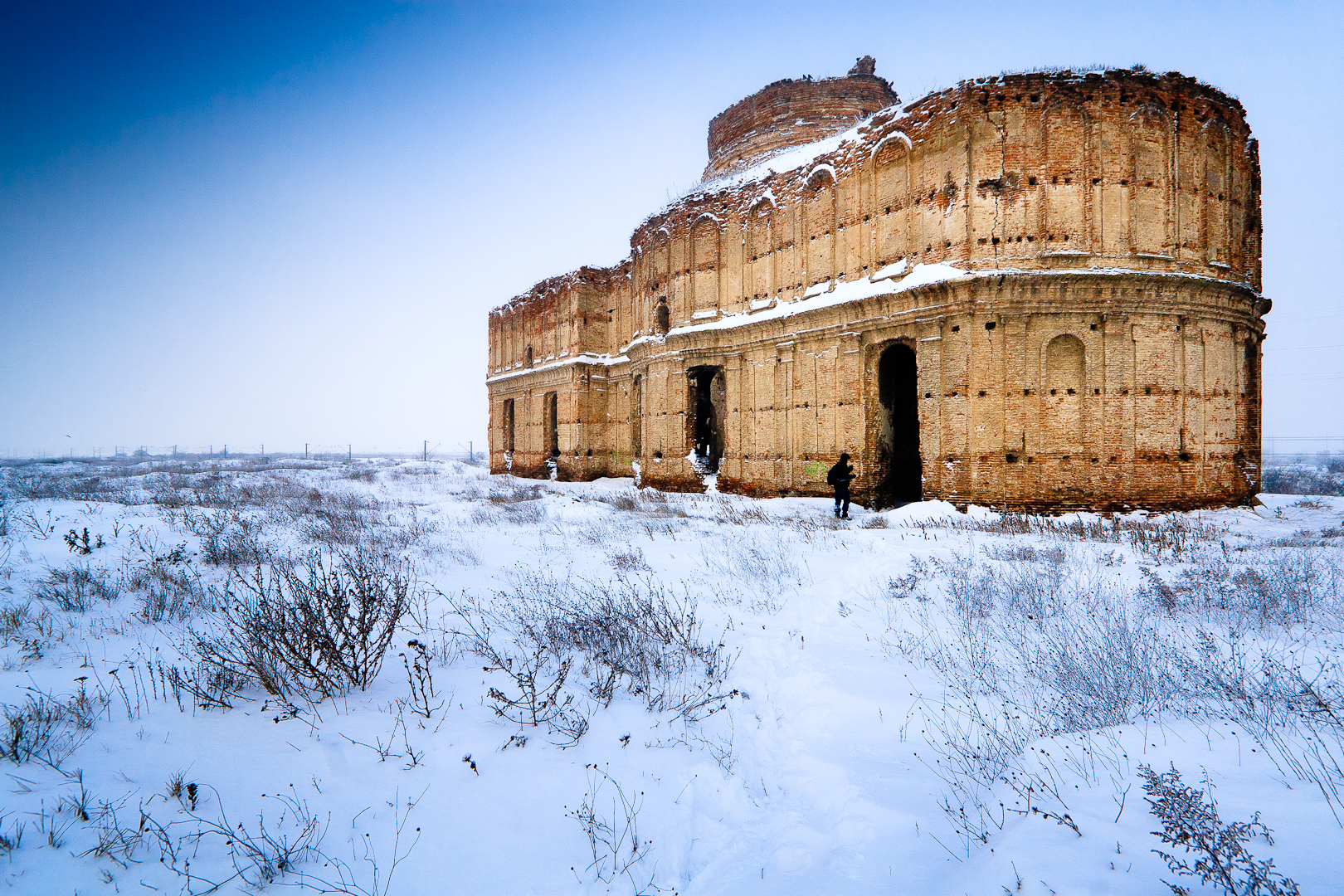
2011년 최우수상: 키아지나 수도원(루마니아)
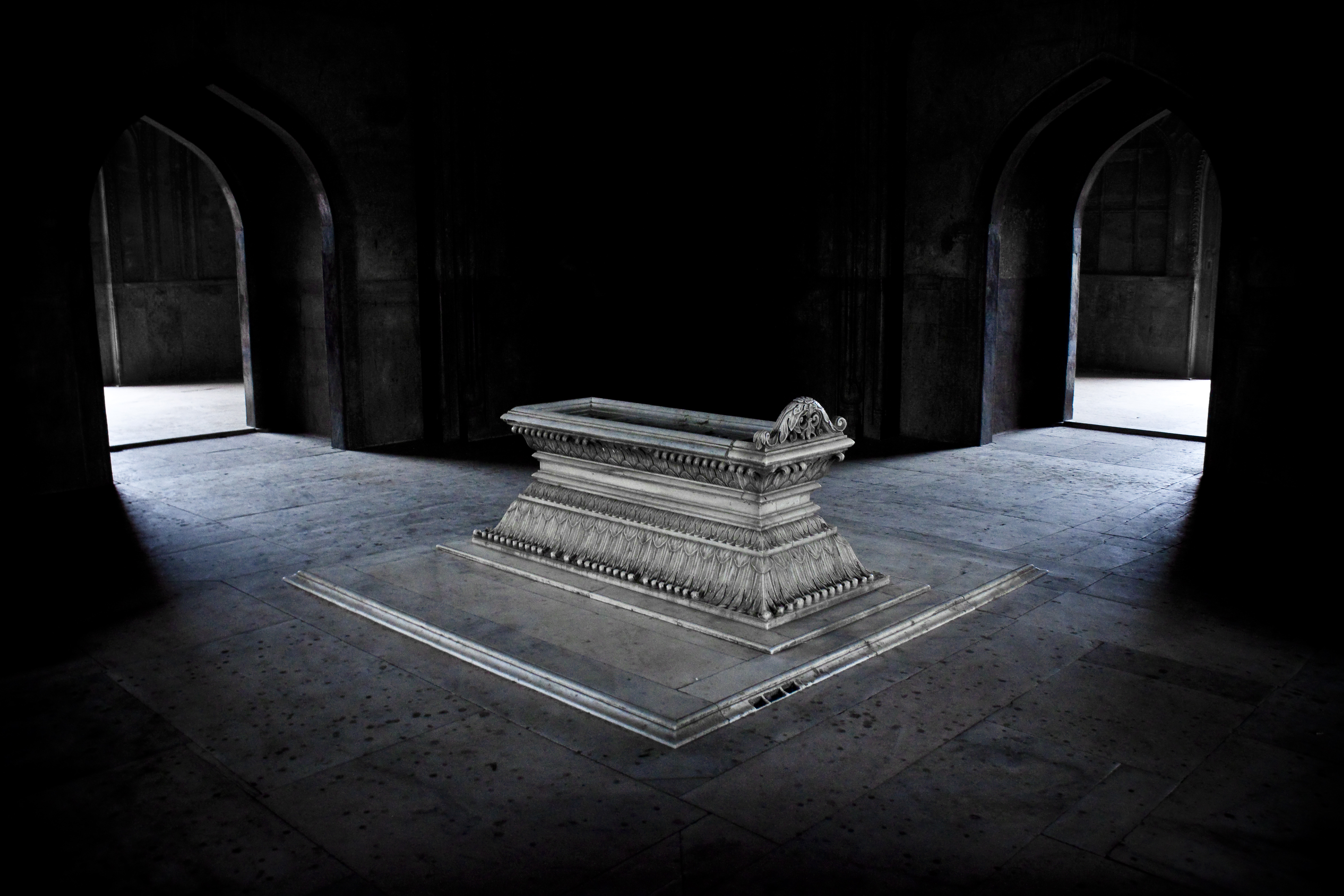
2012년 최우수상: 사프다르정 무덤(인도)
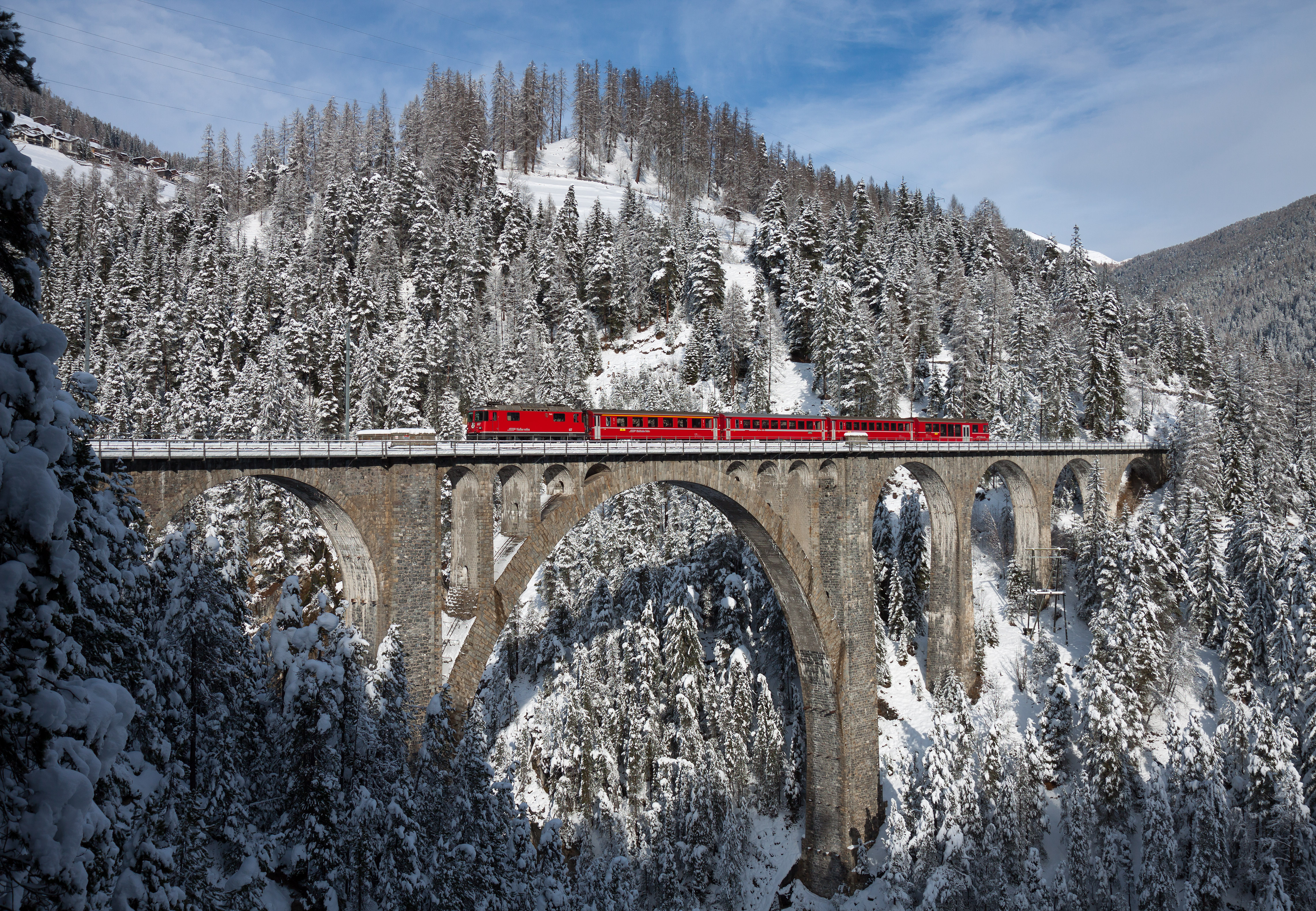
2013년 최우수상: 비젠 철교를 건너는 기관차(스위스)
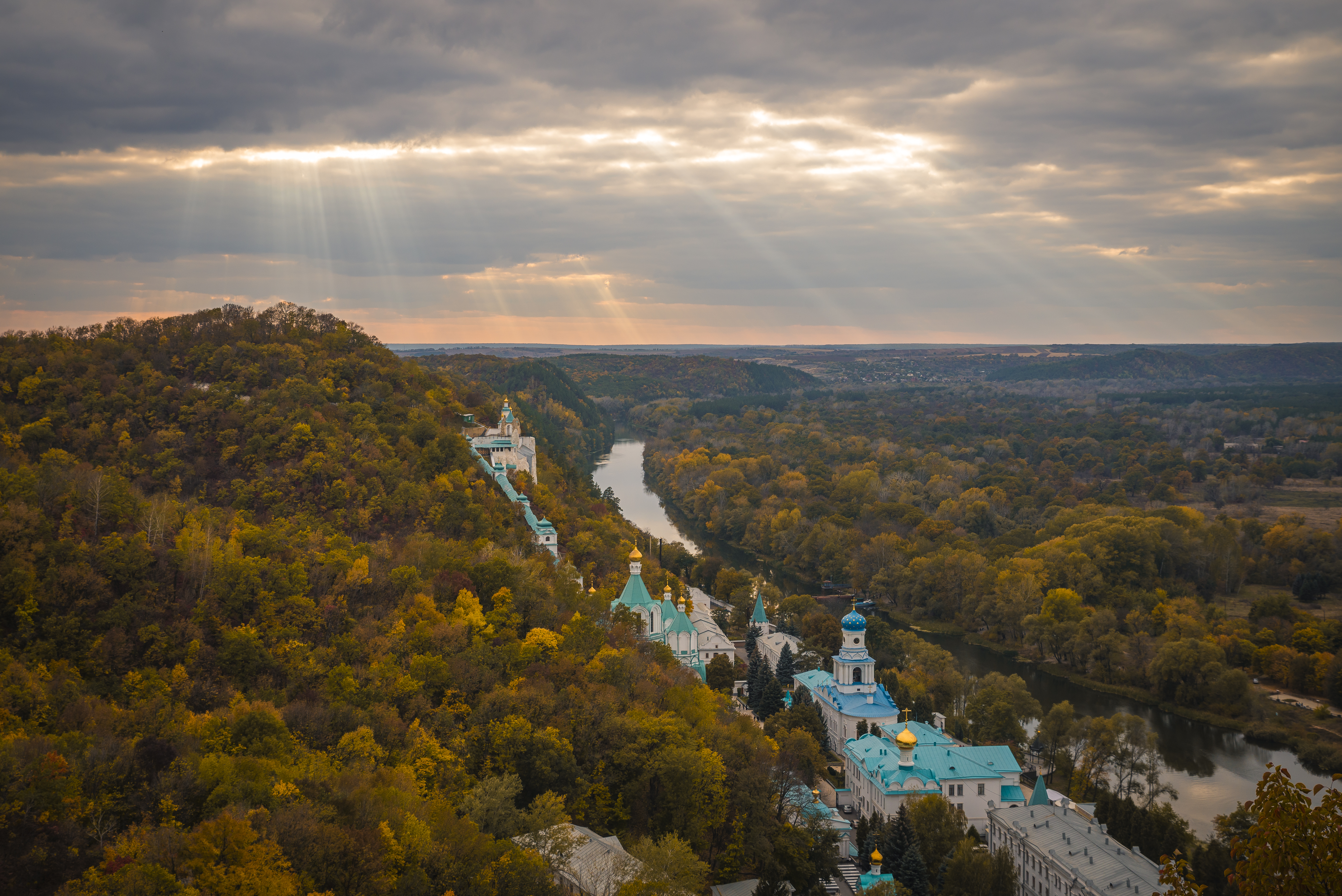
2014년 최우수상: 스비트로히르스크 라브라(우크라이나)
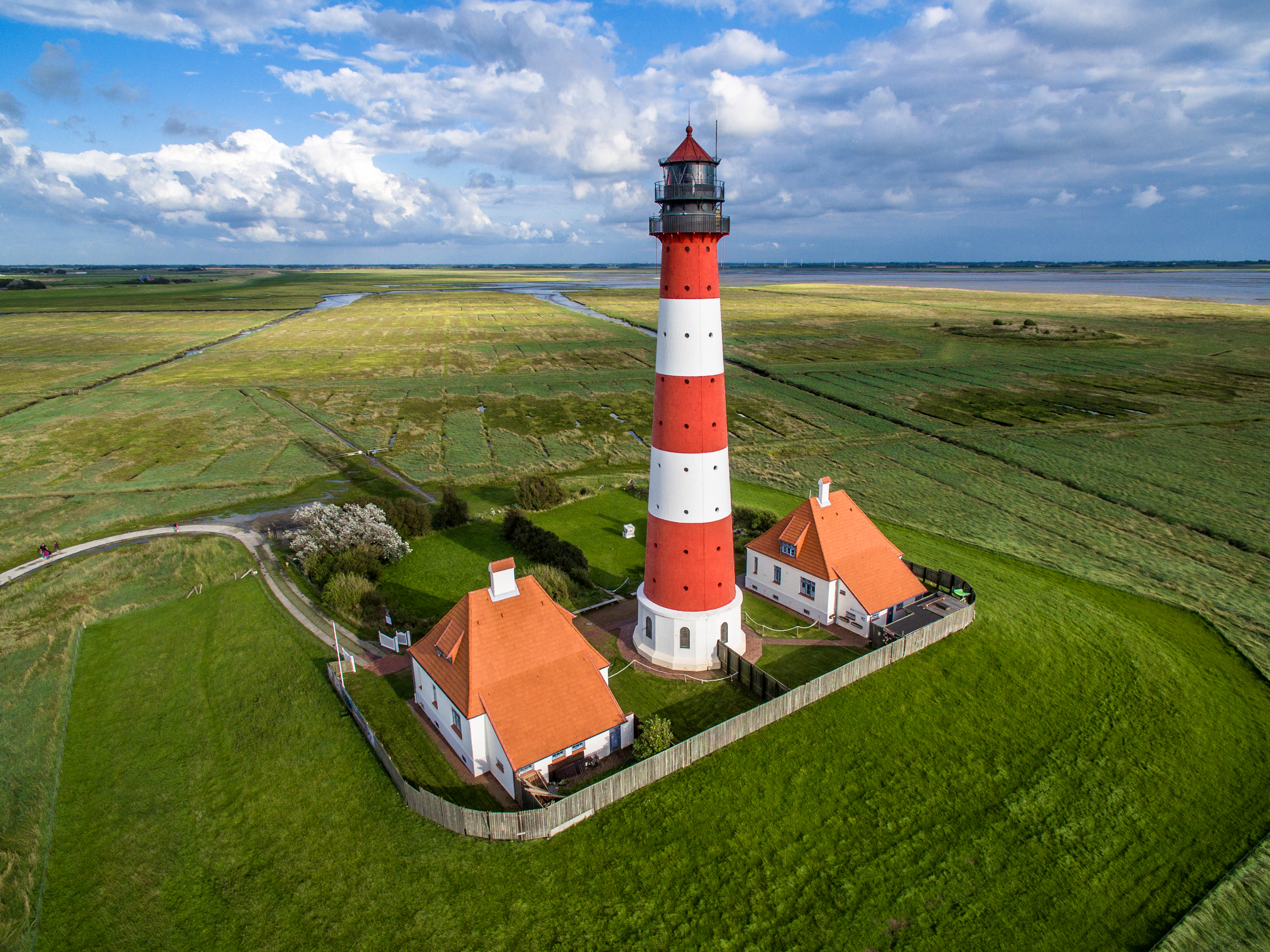
2015년 최우수상: 베스테르헤베르잔트 등대(독일)
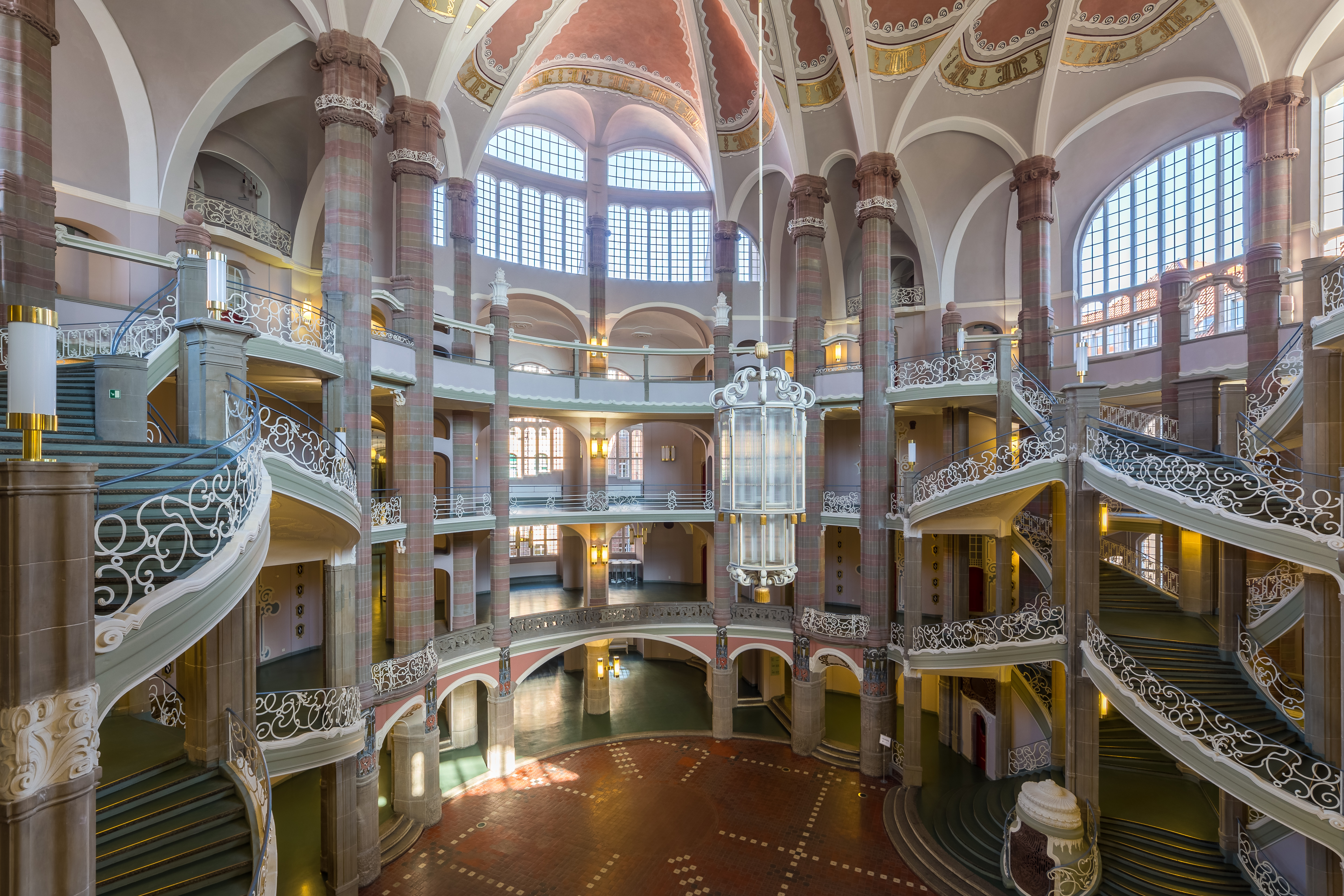
2016년 최우수상: 베를린 지방법원의 입구 홀(독일)
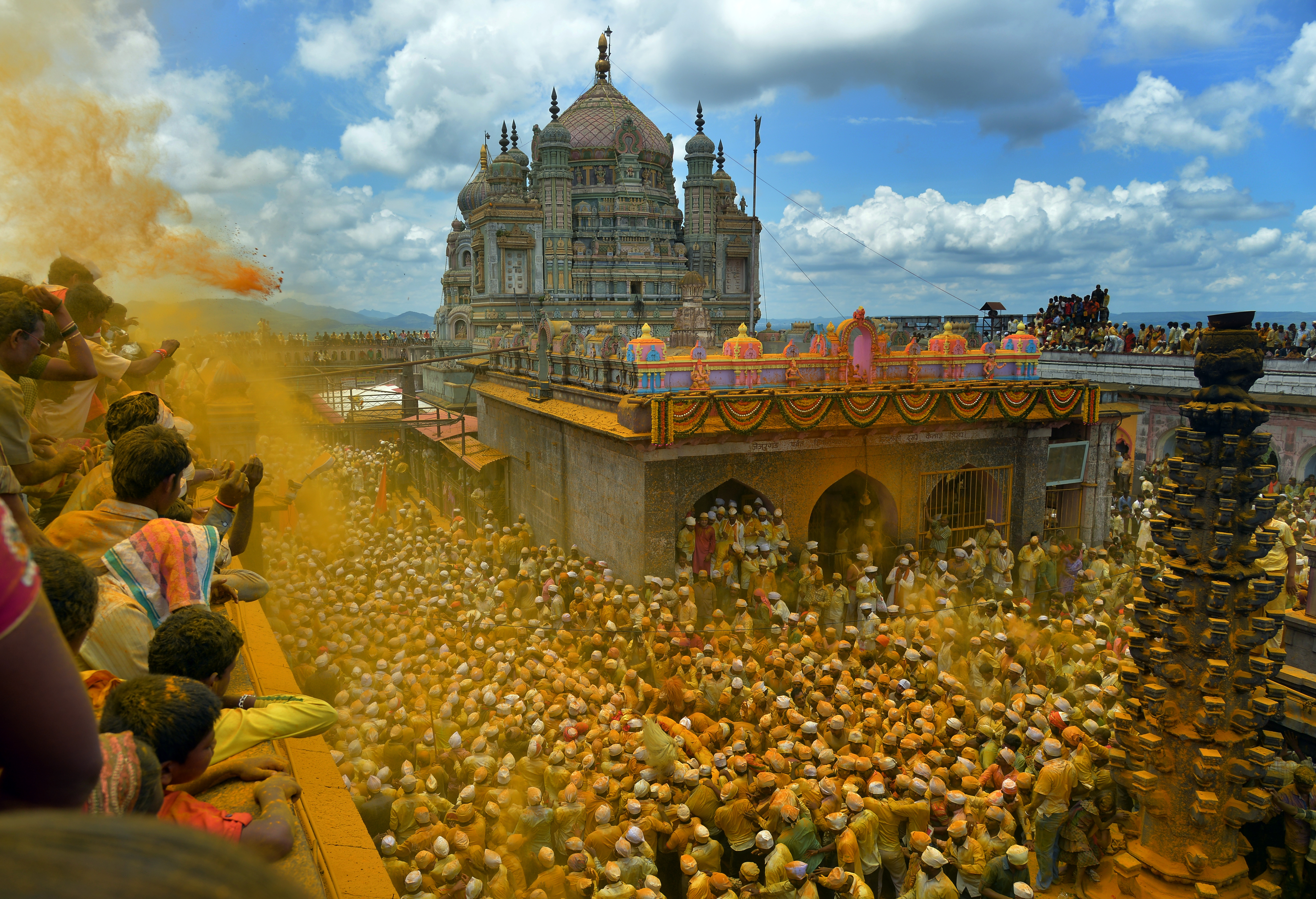
2017년 최우수상: 푸네의 칸도바 사원 (인도)
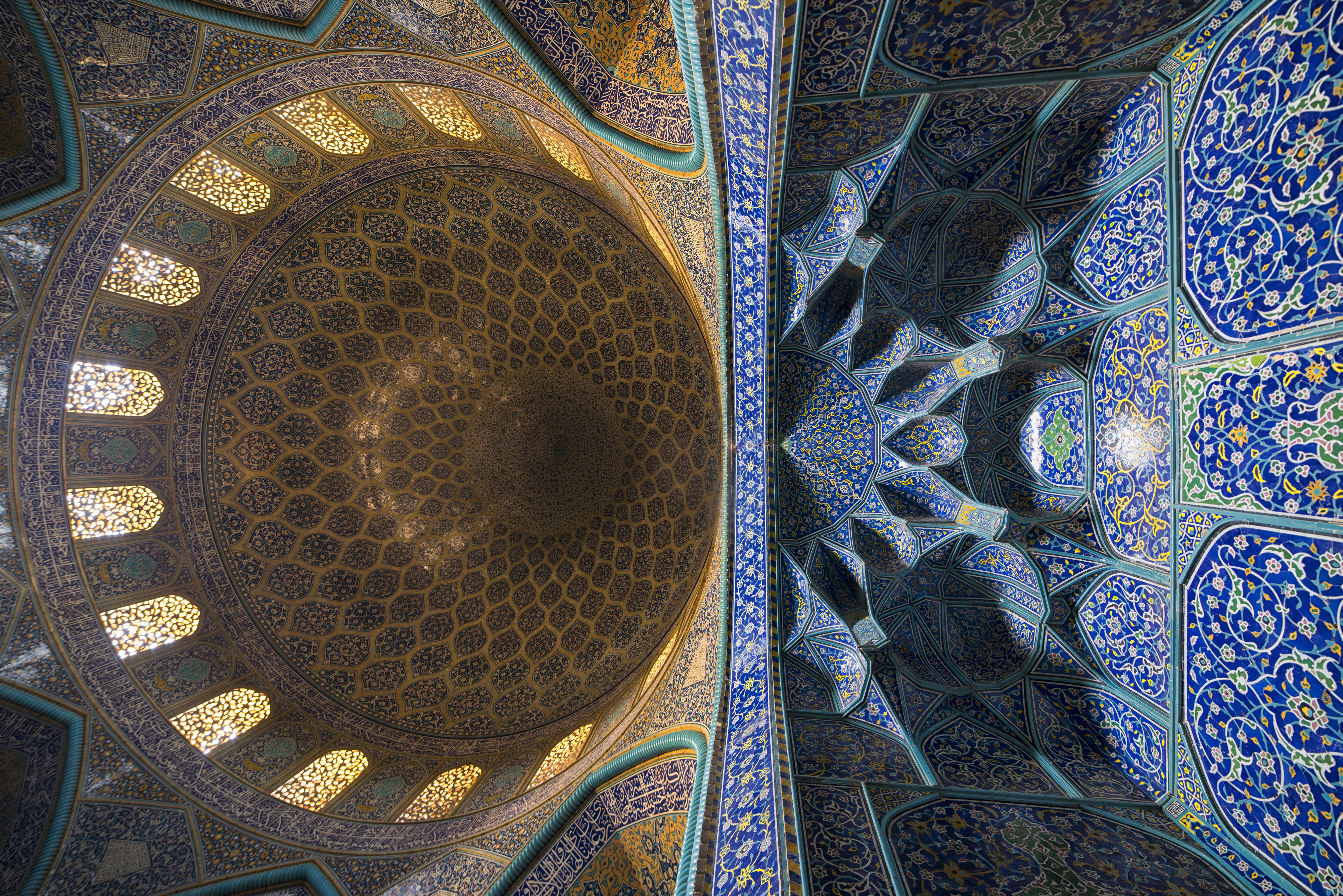
2018년 최우수상: 셰이크 로트폴라 모스크의 천정 (이란)
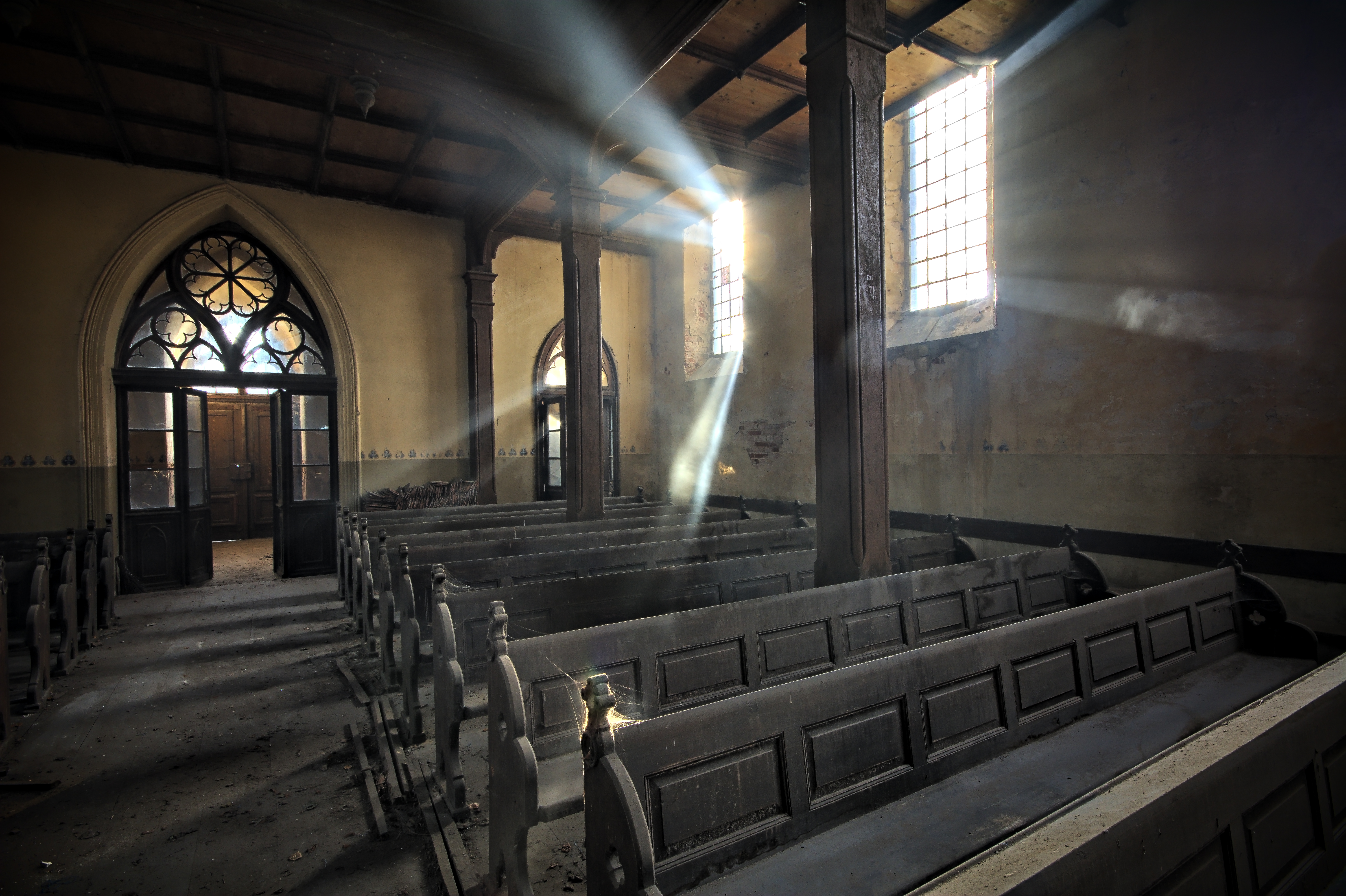
2019년 최우수상: 스타비신의 폐쇄된 교회 내부 (폴란드)
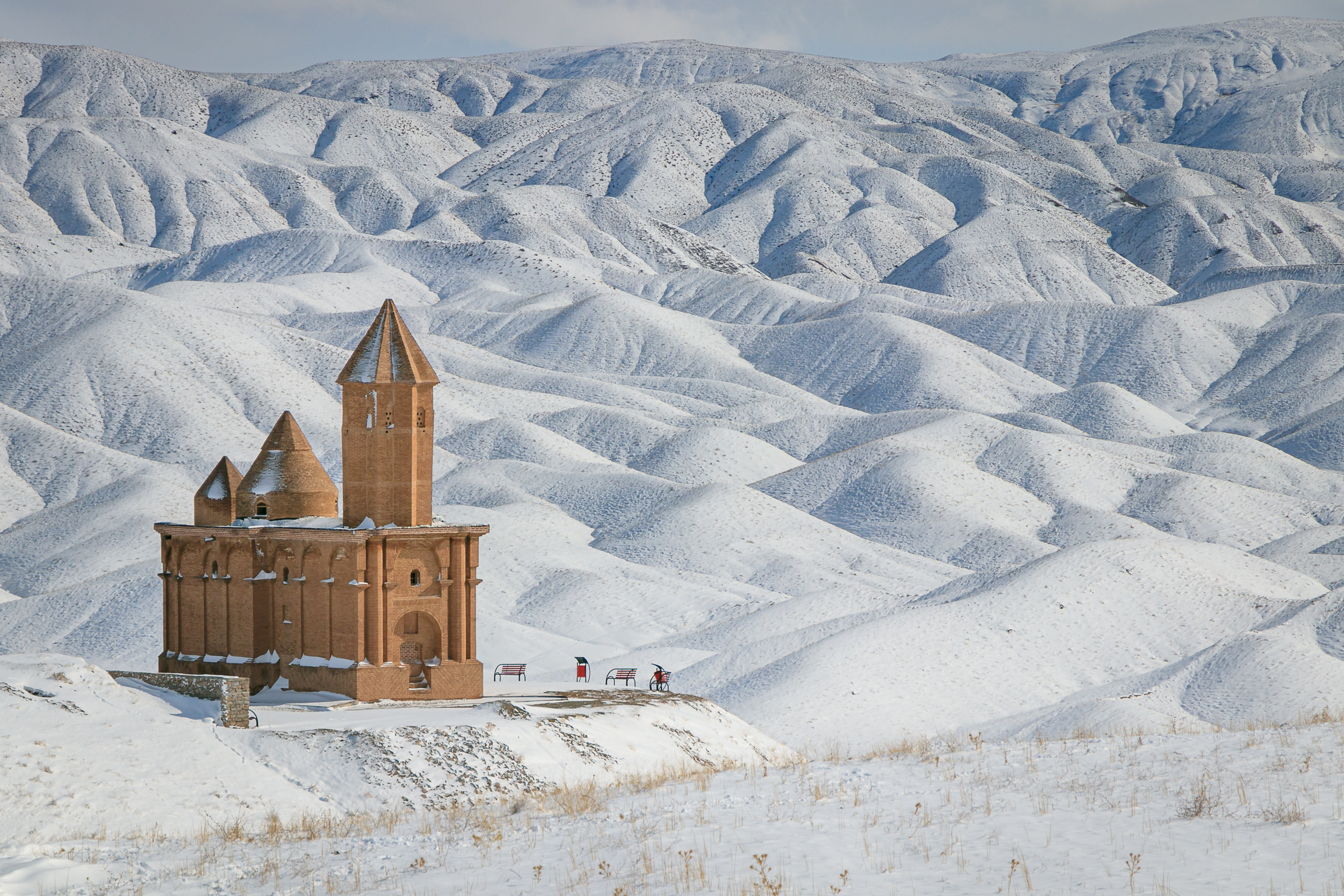
2020년 최우수상: 성 요한 교회 (이란)

## 같이 보기
- 위키백과:한국 위키미디어 협회/협회사업/사진공모전
- Wiki Loves Earth